# ویدور (تگزاس)
ویدور، تگزاس(به انگلیسی: Vidor, Texas) شهری در ایالت تگزاس از ایالات جنوبی ایالات متحده آمریکا است. در سرشماری سال ۲۰۰۰، جمعیت این شهر ۱۱۴۴۰ نفر اعلام شد.